# Esh
Esh (Majuskel: Ʃ, Minuskel: ʃ; ausgesprochen [ˈɛʃ]; Unicode  U+01A9, U+0283) ist ein Schriftzeichen, das in Verbindung mit dem lateinischen Schriftsystem verwendet wird. Es wurde von Isaac Pitman in seinem English Phonotypic Alphabet aus dem Jahr 1847 eingeführt, um den stimmlosen postalveolaren Frikativ (Deutsch sch) darzustellen, und wird heute im Internationalen Phonetischen Alphabet sowie in den Alphabeten einiger afrikanischer Sprachen verwendet.
Der lateinische Kleinbuchstabe Esh (ʃ) ist ähnlich einem kursiven langen S (ſ) oder einem Integralzeichen (∫), der lateinische Großbuchstabe Esh (Ʃ) basiert auf dem griechischen Buchstaben Sigma (Σ).

## Darstellung auf dem Computer
Mit LaTeX kann das Esch auf zweierlei Weisen dargestellt werden:
- Als phonetisches Zeichen mit Hilfe der TIPA-Schriften mit dem Befehl \textesh (nur Kleinbuchstabe).

- Für afrikanische Sprachen mit Hilfe der fc-Schriften. Die zugehörigen Befehle sind \m S für das große und \m s für das kleine Esch. Das große Esch in den fc-Schriften ist, wie in Afrika allgemein üblich, integralförmig.

In modernen unicode-fähigen LaTeX-Implementationen wie XeLaTeX oder LuaLaTeX ist es außerdem möglich, die oben genannten Unicode-Zeichen direkt zu verwenden, sofern die Schriftart sie unterstützt.